# ペズン計画
ペズン計画（ペズンけいかく）は、テレビアニメ『機動戦士ガンダム』をベースとしたメカニックデザイン企画『モビルスーツバリエーション（MSV） 』の続編に当たる「MS-X」に登場する、架空の軍事計画。
作中の軍事勢力のひとつである「ジオン公国軍」による、人型機動兵器「モビルスーツ（MS）」を中心とする兵器開発計画。小惑星「ペズン（PEZUN） 」で研究開発がおこなわれたことから、「ペズン計画」と呼ばれる。
本記事では、計画にもとづいて開発された各MSを型式番号順に記述する。

## 概要
一年戦争時に、ジオン公国軍が膠着した戦局を打開するため、キシリア・ザビ少将指揮のもと極秘に進めていた兵器開発計画である。「MS-X（エックスまたはペズン）」というコードネームは、あらゆる可能性を考慮して設計された、MSを中心とした兵器システムを指し、開発MSは偽装のため一度却下された型式番号が付けられている。また、同時に地球侵攻のためのMS用大気圏突入カプセルの設計も進められるが、テストの段階で現状優先のために見送られている。
地球連邦軍は本計画の情報収集のため、デン・バザーク大佐を中心とする特殊工作部隊を送り込んでいる。
開発チームはソロモン陥落時にはア・バオア・クーにおり、試作機とともにジオン本国に移動し、そこで終戦を迎えている。が、ジオン軍の秘密研究所が設置された小惑星「ペズン」が本計画の開発拠点であった。
のちに小惑星ペズンが連邦軍に接収され、連邦軍の監視・指導のもとで引き続きMSの研究開発がおこなわれているが、戦後、本計画に関する資料はしばらく発見されなかった。

## ペズン・ドワッジ
ドムまたはリック・ドムの発展型である重装甲・重火器搭載の突撃型MS。局地戦用MS開発計画から生まれた機体で、原型機と同様にホバー走行が可能。「ドワッジ」の名を有する機体には同じドム系列である陸戦用の機体が存在するが、この混同はドムをベースとした次期MSの名称候補であった「ドワッジ」の名を付けられた機体が、別々の拠点にて同時進行で開発されたためと推測されており、本機は開発拠点の名を冠して区別される。
背部に複数の大型スラスター、腰部および脚部にも新設計の中型スラスターが増設されるなど、最大速力強化による機動性が向上しており、多少の癖はあるものの宇宙だけでなく地上でもホバー走行による高い機動性を誇る。
一年戦争の終結後には連邦軍に接収されるが、局地戦用ゆえに再生産はされていない。
武装
原型機同様のヒート・サーベル（腰部背面に水平に装備）やジャイアント・バズ（改造型）のほか、両手で保持して胴体部で支える8連装420ミリロケット砲や、ジェネレーターの出力不足から2機1組となって運用されるビーム・キャノン（外観は不明）がある。また、左胸にビーム・ガンをマウントしているとする資料も見られる。
ゲーム『機動戦士ガンダム バトルオペレーション』に登場する機体は、リック・ドムの試作ビーム・バズーカを携行している。
カラーリング
紫と黒を基調に一部白の塗装は『MS大全集』が初出であり、「MS-X」では紫の部分が赤であった（塗り分けも一部異なる）。また、『コミックボンボン』での「MS-X」初公開時には、白とダーク・グリーンを基調としたイラストも掲載された。
のちに『ZEONOGRAPHY』で立体化された際には、ほぼリック・ドムおよびシャア専用リック・ドムと同様の塗装で2種類が発売された。そのうち、前者の塗装は『機動戦士ガンダム サイドストーリーズ』や『機動戦士ガンダム バトルオペレーション』といったゲームでも見られる。
作中での活躍
ゲームブック『機動戦士ガンダム 最期の赤い彗星』では、一年戦争の終結直後、グラナダにて宇宙要塞アクシズへの渡航準備を進めるシャア・アズナブルを単機で襲撃する機体が登場。この機体は無人機でサイコミュ受信装置が内蔵されており、ニュータイプによる遠隔操縦が可能となっている。
漫画『機動戦士VS伝説巨神 逆襲のギガンティス』では、宇宙世紀0090年に木星圏のジオン残党によってリックギガンやドガッシャとともに数機が運用されている。頭部の形状が通常機とやや異なる。
漫画『機動戦士ガンダム カタナ』では、地球連邦軍の軍閥「シン・フェデラル」所属の機体が登場。ストライカー・カスタムで見られた敵機を砂状化する超振動「超妖刀」を再現するため、ゾゴック用のロッドアームに換装されており、リック・ドム用のビーム・バズーカを携行する。宇宙世紀0084年にシン・フェデラル所属の強化人間「ロストナンバーズ」が搭乗し、計4名からなる超振動を織り交ぜた連携攻撃「ジェットストリームアタック」を仕掛けるが、イットウ・ツルギ中佐の搭乗するフルアーマー・ストライカー・カスタムに全滅させられる。
漫画『機動戦士ガンダム アグレッサー』では、一年戦争の末期に突撃機動軍親衛隊のダイアン・ノイス少佐に急遽託された機体が登場。カラーリングはリック・ドムに準じたもので、頭部正面から頭頂部にかかる赤いブレード・アンテナが追加されている。陸戦用としての性能データを収集したうえで宇宙用に戻され、ザンジバル級機動巡洋艦「アナスタシア」に搭載されるが、同艦は連邦軍艦隊の追撃指令を急遽受け、12月初めにキャリフォルニアベースから宇宙へ上がる。衛星軌道上にて連邦軍第23独立艦隊に編入されたチェイス・スカルガード伍長のレッドライダーと交戦し、右腕を切断される。ダイアンが味方殺しの容疑をかけられて脱走する際にも、ザク・マシンガンを携行した本機に搭乗するが、右腕はリック・ドムのものを接続しただけの状態であり、エラーを起こしながらも追撃してきたリック・ドム2機を撃破する。続く親衛隊のサイラス少佐のリック・ドム（RS型）との一騎討ちでは、再度右腕を切断されたものの敵機の左脚を切断し、逃走に成功する。そのまま第23独立艦隊に突撃すると、迎撃に出たジム4機の頭部のみを破壊することにより、亡命の意思を伝える。本機はジオンに対する「最後の義理」として、機密保持のためにわざとジムに破壊させ、ダイアンはコックピットから脱出する。
名称の変遷
『機動戦士ガンダム』の製作時に監督の富野由悠季が残した「トミノメモ」によれば、「ドワッジ」という呼称は企画段階におけるリック・ドムのものであった。
「MS-X」での名称は「ドワッジ」であったが、のちにアニメ『機動戦士ガンダムΖΖ』において、同じドム系列でありながら異なるデザインの「ドワッジ」が登場したことから、本機は区別のために「ペズン・ドワッジ」と呼ばれるようになった。
なお、「MS-X」の企画書ではペズン計画MSのうち本機のみ登場しない。

### ペズン・ドワッジ（サンダーボルト版）
漫画『機動戦士ガンダム サンダーボルト』に登場する機体は、ほかの同作品に登場する機体と同じく、関節へのシーリング処理や大型バックパック（サブアーム装備）の換装がおこなわれている。なお、バックパックはリック・ドムと共通である。
アナハイム・エレクトロニクスを壊滅させるために宇宙へ上がった南洋同盟により、ガルバルディαとともに運用される。

## アクト・ザク
ザクIIの設計をベースに、ザク系の正常進化というコンセプトから生まれた機体。
ザク・シリーズをブラッシュアップし、総合的な運動性の向上を主眼に置いて開発されている。生産性の高い設計が導入されており、統合整備計画を見据えていたのではないかともいわれる。ガンダムに対抗するため、駆動部にマグネット・コーティングが施され、運動性は格段に向上しており、テストでも優秀な性能を示し技術部を大いに沸かせたという（このことから、本機の駆動システムはジオン公国軍で主流だった流体内パルス方式ではなく、モーター方式を採用しているらしいとする説もある）。ただし、当時のMSのOSでは機体の機動に追従できなかったとされる。また、ジェネレーターも強化され、ビーム兵器を運用可能となっている。MS-11という型式番号はもともとゲルググに与えられていたが、同機の開発遅延などから本機に譲られている。しかし、本機は総合的にゲルググに劣らない性能を発揮したという。
一年戦争末期に数機の試作機が開発されるが、終戦後は地球連邦軍に接収され、ハイザックなどの開発ベースとなったあとは地球で実戦投入されている。さらにその優秀さが買われ、押収した生産施設で量産化もされている。コックピットは一般用の全天周囲モニター・リニアシートに換装されている。
武装
4連装ブルパップ・ガンと専用ヒート・ホークのほか、アルバート社製の専用ビーム・ライフルを携行。このライフルはハイザックとマラサイ共用のボウワ社製BR-87Aビーム・ライフルに技術継承されたという説もあり、グリプス戦役時の本機はこのBR-87Aおよび、ザク・マシンガン改も携行している。また、0087年に運用された機体がビーム・サーベルを2基装備したとする資料もあるが詳細不明。
カラーリング
塗装は青と白を基調に、一部ダーク・グレーで塗られている。『コミックボンボン』での「MS-X」初公開時には、同じく青と白を基調としながら塗り分けが大きく異なるパターンのイラストが掲載された。
地球連邦軍所属機、および後述のマレット・サンギーヌ搭乗機は紫と青を基調とする。
劇中での活躍
アニメ『機動戦士Ζガンダム』第14話で地球連邦軍の所属機として登場。ロザミア・バダムが搭乗するギャプランとともにオーガスタ研究所からベースジャバーに乗って6機が発進、ティターンズのスードリとの合流前にエゥーゴのアウドムラを捕捉し、奇襲をかける。クワトロ・バジーナの乗る百式によって2機の撃墜が確認できるが、撤退時に残っていたのは3機であった。
小説および漫画『機動戦士ガンダム外伝 宇宙、閃光の果てに…』では、一年戦争末期に実戦投入されたという描写で登場する。グラナダ特戦隊を率いるマレット・サンギーヌが搭乗。グラナダ海域でノルド艦隊指令の命令を無視して出撃しガンダム5号機に撃墜される。頭部にブレード・アンテナを設置し、ハイザックやマラサイ用のものに類似したビーム・ライフル、ゲルググと同型のシールドを装備する。また、フルスペックのアクト・ザクは機動性が高すぎるために通常の人間にはまともな操縦ができず、リミッターを設けて対応していたが、マレットは神経系統を強化する薬物を投与することで、本来の機体性能を発揮することに成功する。
漫画『アウターガンダム』では、一年戦争中に実戦投入されたという設定のもと登場。ソロモン戦に参加していた機体がカタールと接触している。この機体はオリジナルデザインの銃器を携行している。
スマートフォンゲームアプリ『機動戦士ガンダム U.C. ENGAGE』のイベント「0079 真紅の稲妻」内のムービーでは、一年戦争終結直前のキマイラ隊の巨大プラント船「ミナレット」に1機が搭載されているのが確認できる。
漫画『機動戦士ガンダム MSV-R ジョニー・ライデンの帰還』では、宇宙世紀0090年に新生ネオ・ジオン所属の機体として登場する。チベ級ティベ型巡洋艦「ティカル」に3機が搭載され、ザンジバル改級機動巡洋艦「キマイラ」との交戦の際に艦隊の防衛に回る。
漫画『機動戦士ガンダムF90 ファステストフォーミュラ』では、0110年頃に宙賊「黄金の鷲」のミズマ・ムエルテが搭乗。コックピットは全天周囲モニターとリニアシートに換装されている。ビーム・ライフルやブルパップ・ガン、ヒート・ホークを携行してジェガンと交戦する。
マイナーバージョン
アクト・ザク（狙撃装備）
オンラインゲーム『機動戦士ガンダム オンライン』に登場。
ゲルググJ用の大型ビーム・マシンガン（連射強化型ビーム・マシンガン）だけでなく、チャージ・ビーム・スナイパーライフルなどの他の狙撃用武装も携行することが可能。

### アクト・ザク・ラーII・アクア
ウェブ企画『A.O.Z Re-Boot』に登場（型式番号：MS-11+ARZ-124HB II M）。
アクト・ザクと、水中用強化パーツであるアクア・ハンブラビIIが合体した形態。アクト・ザクに限らず、アクア・ハンブラビはMSの新旧や組織に関係なく合体が可能である。本体のカラーリングは濃紺を基調とし、ソール部や動力パイプがオレンジ・イエローで塗り分けられた「T3部隊仕様カラー」となっている。

### アクト・ザク（MSD版）
『機動戦士ガンダム THE ORIGIN』の『MSV』的企画『機動戦士ガンダムTHE ORIGIN MSD(Mobile Suit Discovery) 』に登場。
基本的に従来の設定を踏襲しており、さらに「関節駆動系にフィールド・モーターが採用されている」という設定が明文化されている。また、プレミアムバンダイより発売されたプラモデルでは、ランドセルのメイン・スラスターが従来の四角形のものと、円錐形のもの2発との選択式になっている。
武装はブルパップ・ガンとヒート・ホークのほか、ビーム・サーベルが改めて設定され、ゲルググのビーム・ナギナタを片刃にしたような形状の柄のものを腰部背面のラッチに2基装備する。また、ハイザックやマラサイと同型のビーム・ライフルは、一年戦争時にジオン軍が開発したものと設定されている。
なお、『MSD』では本機は急ピッチで開発が進められたものの完成には至らず、実際に配備されたのはテスト・タイプであるキシリア部隊機のみとされている。
漫画『機動戦士ガンダムTHE ORIGIN MSD ククルス・ドアンの島』では、ア・バオア・クー防衛戦でヴァシリー・ボッシュ准尉が搭乗。記録には残っていないが、完成した1機がア・バオア・クーに持ち込まれ、実験部隊であるY-02小隊に配備されたとされる。ビーム・ライフルとゲルググのシールドを携行、腰部背面にビーム・サーベル2基を装備、補給時には腰部側面にヒート・ホークを1基ずつ追加装備する。スラスターは円錐形2発。

#### アクト・ザク（キシリア部隊機）
『MSD』に登場。
キシリア・ザビが指揮する親衛隊に配備されたテスト・タイプ（型式番号：YMS-11）。親衛隊所属を示す頭部の鶏冠（クレスト）状の突起と、アッシュ・パープルの機体色が特徴。搭載予定の融合炉と新型スラスターの開発の遅れからザクIIのランドセルを代用しており、両肩もザクIIと同型のシールドとスパイク・アーマーを装着している。武装は「MS-X」と同様の4連装マシンガン（従来設定のプルバップ・ガン）と大型ヒート・ホークだが、ビーム兵器は装備していない。型式番号の「YMS-11」は後年与えられたもので、本来のナンバーは不明。
漫画『機動戦士ガンダム THE ORIGIN MSD ククルス・ドアンの島』では、ア・バオア・クー防衛戦でキシリア派の機体として登場。2機が要塞内部でギレン派のザクIIと交戦する。ベルト給弾式MS用マシンガンを携行している。

### ザク・マシーナリー
宇宙世紀0089年を描いた漫画『機動戦士ガンダム ヴァルプルギス』に登場。 ハマーン・カーンを名乗る人物が率いるネオ・ジオン残党軍の主力機。

#### ザク・マシーナリー（エルナルド・バト機）
エルナルド・バト専用のザク・マシーナリー。百式に似たカラーリングとバックパックを装備し、頭部はマラサイのようにヘルメットを被ったようになっている。狙撃用のロング・ライフルを携行。

#### ザク・マシーナリー（試作型）
前日譚に当たる漫画『機動戦士ガンダム ヴァルプルギスEVE』に登場。
アナハイム・エレクトロニクス グラナダ支社が、接収したアクト・ザクをリバース・エンジニアリングし、近代化改修を加えて新造した機体。マグネット・コーティングの反応が鋭すぎるためリミッターで抑制しており、反応速度は0089年時の新鋭機以上。現行機と同規格のビーム兵器を扱えるため、0089年時でも十分に現役とされるが、パワーや火力面ではザクIIIに遠くおよばない。装甲も旧世代のものであり、頭部と胴体部はアクト・ザクとほぼ同型となっている（胸部にインテークを追加）。
第3営業開発部長のフランチェスカ・メレルによってネオ・ジオン残党の穏健派に破格の条件で売り込まれ、穏健派は生産を委託する。

## ギガン
砲撃戦用試作MSで、物量戦を得意とする連邦軍に対抗するため、MSの機能を限定することで生産性を高め、少なくとも数の上では同等レベルを達成する目的で開発が進められた機体群のひとつ。要塞防衛用、対艦戦用、あるいは降下作戦をおこなう敵MSの迎撃をおもな用途としており、実質的には移動砲台というべき存在である。一年戦争後期の公国軍では、来たるべき月面での決戦に備え陸戦用MSや水陸両用MSの転用による新規開発が急ピッチで進められたとされ、本機やガッシャもそのひとつであるとする説もある。
下半身は歩行用の脚を有しておらず、移動は3つの車輪と4基の補助スラスターでおこなう。コクピットは操縦手と砲手の複座式となっている。下半身を宇宙用の高機動バーニアに換装して、ジオングのような宇宙戦用MSとしての運用も可能となっている。生産性が高く大量生産に適しているが、少数のみ量産され拠点防衛用に配備されている。
武装
頭頂部に180ミリ無反動砲を装備、右前腕部は4連装120ミリ機関砲、左腕部マニピュレーターはクロー・アームとなっている。
カラーリング
赤と濃淡グレーの塗装は『MS大全集』が初出であり、「MS-X」ではサンド・イエローを基調に一部白とグレーで塗装されていた。「MS-X」初公開時にはライト・グリーンを基調としたイラストが掲載されたが、これは塗装だけでなく、モノアイ・レール中央部から胸部にかけてや、4連装120ミリ機関砲の形状も異なっていた。これを本機開発時の構想のひとつと思われる重装甲のタイプとする資料もある。
作中での活躍
「トミノメモ」によれば、当機はア・バオア・クーの最終防衛機たる存在で、末梢神経というべき「系」なるものによって操作されており、一部がガンダムと相撃ちになったのち「系」を破壊される。
漫画『機動戦士ガンダム ギレン暗殺計画』では、親衛隊所属の機体が登場。サイド3コロニー「ズム・シティ」内部の警護に当たるが、首都防衛大隊が蜂起した際に最初に撃破される。
『U.C. ENGAGE』のイベント「0079 真紅の稲妻」内のムービーでは、一年戦争終結直前の「ミナレット」に2機搭載されているのが確認できる。塗装は赤を基調とする。

### ギガン（「袖付き」仕様）
アニメ版『機動戦士ガンダムUC』に登場。
ネオ・ジオン残党「袖付き」が運用しており、前輪2基をクラーケ・ズール用の大型プロペラント・ブースターに換装、後輪は廃されている。右前腕部がドラッツェと同型のガトリング・ガンに換装されているほか、胸部と左腕に「袖付き｣の装飾が追加されている。なお、外観は「MS-X」初公開時の仕様になっており、塗装も緑を基調とする。
ネェル・アーガマとの最終決戦の際に、MS隊の露払いとして援護射撃をおこなう。
ゲーム『機動戦士ガンダム バトルオペレーション2』では、「袖付き」仕様と同型だが装飾がほどこされていない機体が「ギガン［空間戦仕様］」として登場。ネオ・ジオンが改修したとされる。外装は重装甲のタイプに換装され、微弱ながらも強度が向上している。

### リックギガン
漫画『機動戦士VS伝説巨神 逆襲のギガンティス』に登場。ギガンの宇宙仕様（型式番号：MS-R12）。
前輪2基を球形のスラスター・ユニットに換装している（後輪は不明）。宇宙世紀0090年、木星圏のジオン残党によってペズン・ドワッジやドガッシャとともに数機が運用されている。

## ガッシャ
突撃型MSで、モビルアーマー的な発想で開発された機体。水陸両用機における白兵戦が一定の効果を挙げたことから積極的に取り入れられ、汎用型のMSにズゴックのコンセプトを導入している。通常は2名で操縦し、リック・ドムと連携しての強襲作戦で運用されるが、他機種との互換性が低下したために量産は見送られる。
武装
本機のもっとも特徴的な武装が「山越えハンマー」とも呼ばれるハンマー・ガン（質量弾投擲銃）である。棘の付いた鉄球を打ち出す装備で、通常は直接腕部に装着する。月面での使用においては緩やかな弾道軌道を描くため、障害物を挟んだ敵機を曲射攻撃する事が可能となる。公国軍の技術者が、ガンダムが使用するハンマー系兵器に対抗して開発したといわれており、その軌道を算出するため背部に高精度の対地センサーを2本装備している。
ほかに両肩に収納式の4連装180ミリミサイル・ポッド（ミサイル・ランチャー）、両腕部はズゴックのようなクローに準じたアイアン・ネイル（コンバット・ネイル）となっている。
カラーリング
青を基調に一部濃淡グレーの塗装は『MS大全集』が初出で、「MS-X」ではエメラルド・グリーンを基調に一部白とネイビー・ブルーであった。『コミックボンボン』での「MS-X」初公開時には白を基調としたイラストが掲載された。
作中での活躍
「トミノメモ」においては、第41話で月面グラナダにて勇将ダルが搭乗。2機のグフ・タイプを率い、どこから飛んでくるか分からない山越えハンマーにより、ホワイトベース隊を苦しめたとされる。
ゲームブック『機動戦士ガンダム 最期の赤い彗星』では、シャア・アズナブルの搭乗するリック・ドムと交戦する。これによれば、山越えハンマーの射程は約150メートルであるとされる。
漫画『機動戦士ガンダム U.C.0096 ラスト・サン』では、サイド1コロニー「シャングリラ」で非合法に開催されている民間のMS対戦競技「バトレイヴ」に参加しており、アッグと対戦して敗れている。
ゲーム『SDガンダム GGENERATION』（第1作）では、水中用MSの一種として扱われていたが、次作『SDガンダム GGENERATION-ZERO』以降は修正されている。

### ドガッシャ
漫画『機動戦士VS伝説巨神 逆襲のギガンティス』に登場（型式番号：MS-16）。
半球状の頭部に縦に4基モノアイが並んでおり、上半身は巨大なU字状をしており、肩は円形のターレット状、両腕はハンマー・ガンという特異なフォルムをもつ。胸部にはバルカン砲らしきものを2門装備する。宇宙世紀0090年、木星圏のジオン残党によってペズン・ドワッジやリックギガンとともに数機が運用されている。
作中ではドガッシャのハンマーは3基のスラスターをもち、巨神の装甲の陰に隠れたメガゼータを攻撃する。

## ガルバルディ
ギャンおよびゲルググの後継機（形式番号：MS-17）。のちに地球連邦軍が発展機のガルバルディβを開発したことで、原型となった本機は「ガルバルディα」と呼ばれるようになる。

## MS以外の兵器

### スキウレ
MS用の対艦移動砲座。ビグロと同型のメガ粒子砲を1門装備。

### スクート
MS移動用のロケットボード。黎明期のサブフライトシステムと言える。サイズはMSと同程度で、紡錘形の艇体の後部左右にエンジンポッドが付いており、上部左右のグリップをMSのマニピュレータで握ることで水中スクーターの要領で曳航される。艇首には砲口のようにも見える孔があるが、武装その他のスペックは不明。